# Малыгин, Михаил Михайлович
Михаил Михайлович Малыгин (5 ноября 1895 года, дер. Лыжневская, Слободской уезд, Вятская губерния — 14 февраля 1943 года, хутор Калинин, Мясниковский район, Ростовская область) — советский военный деятель, полковник (1936 год).

## Начальная биография
Михаил Михайлович Малыгин родился 5 ноября 1895 года в деревне Лыжневская ныне Нагорского района Кировской области в крестьянской семье.
После окончания земское реального училища с июня 1914 года работал помощником бухгалтера 3-го разряда в отделении Госбанка в Вятке.

## Военная служба

### Первая мировая и гражданская войны
24 мая 1915 года призван в ряды Русской императорской армии и направлен ротным писарем в 119-й запасной пехотный полк, дислоцированный в Вятке. В августе 1916 года направлен на учёбу во 2-ю Казанскую школу прапорщиков, после окончания которой в январе 1917 года назначен младшим офицером в составе 154-го запасного пехотного полка, дислоцированного в городе Глазов, а в июне переведён в Сенакский 735-й пехотный полк (184-я пехотная дивизия, Северный фронт), после чего принимал участие в боевых действиях в районе между Ригой и Двинском. После Октябрьской революции Малыгин выбран командиром 8-й роты и членом полкового комитета. В декабре 1917 года демобилизован из рядов армии.
В январе 1918 года вступил в 1-й красногвардейский отряд, где служил рядовым бойцом и начальником отряда. В октябре того же года переведён в ряды РККА, после чего служил в 38-м стрелковом полку (15-я стрелковая бригада, 5-я стрелковая дивизия, Восточный фронт) на должностях командира роты и батальона, начальника полковой школы и принимал участие в боевых действиях против войск под командованием А. В. Колчака. В 1919 году вступил в ряды РКП(б).
В сентябре 1919 года был ранен в районе с. Лопатино на реке Тобол, а с ноября того же года командовал 38-м стрелковым полком. С января 1920 года принимал участие в подавлении Уфимского восстания, а в мае полк под командованием М. М. Малыгина передислоцирован на Западный фронт, после чего в ходе советско-польской войны вёл боевые действия в районе Лепеля и на реке Березина, а также в июльском наступлении и Варшавской операции.

### Межвоенное время
С июля 1922 года исполнял должность командира, а с февраля 1924 года — помощника командира 14-го стрелкового полка.
В октябре 1924 года направлен на учёбу на основной факультет Военной академии имени М. В. Фрунзе, после окончания которого в октябре 1927 года назначен на должность командира 132-го Донецкого стрелкового полка (44-я стрелковая дивизия, Украинский военный округ), дислоцированного в Житомире.
В октябре 1928 года Малыгин направлен на учёбу на Восточный факультет Военной академии имени М. В. Фрунзе, после окончания которого с июля 1930 года находился в распоряжении Разведывательного управления Штаба РККА и работал в Турции вице-консулом СССР и секретарём Полпредства СССР.
По возвращении в СССР М. М. Малыгин назначен командиром 187-го стрелкового полка (29-я стрелковая дивизия), однако 16 августа 1937 года был уволен из рядов армии по ст.43 п. «б», после чего жил в Дорогобуже. 14 апреля 1938 года был арестован, находился под следствием, но в мае 1939 года был освобождён и 21 июня того же года восстановлен в рядах РККА, после чего назначен на должность преподавателя кафедры страноведения Военной академии имени М. В. Фрунзе, а 23 декабря 1940 года — на должность преподавателя кафедры разведки Высшей специальной школы Генерального Штаба Красной Армии.

### Великая Отечественная война
30 июня 1941 года назначен на должность преподавателя кафедры общей тактики Военной академии имени М. В. Фрунзе. В октябре переведён в Главное управление формирования и укомплектования Красной Армии, где назначен на должность представителя в Сибирском военном округе, а 31 января 1942 года — на должность старшего помощника начальника 2-го отдела, а затем — на должность ответственного представителя при гвардейском стрелковом корпусе.
25 августа полковник М. М. Малыгин назначен командиром 271-й стрелковой дивизии, которая в ноябре заняла оборонительный рубеж Богатырёв, Махал-Термен, Кумтор-кала, а с 29 декабря принимала участие в боевых действиях в ходе Ростовской наступательной операции, в ходе которой полковник Михаил Михайлович Малыгин 14 февраля 1943 года погиб в хуторе Калинин (Мясниковский район, Ростовская область). Похоронен в Азове (мемориал «Павшим за Родину»).

## Награды
- Орден Красного Знамени (1920);
- Орден Кутузова 2 степени (21.4.1943);
- Медаль «XX лет Рабоче-Крестьянской Красной Армии».